# 雷希库尔堡
雷希库尔堡（法語：Réchicourt-le-Château，法語發音：[ʁeʃikuʁ lə ʃato]）是法国摩泽尔省的一个市镇，属于萨尔堡-萨兰堡区。

## 地理
雷希库尔堡（48°39'54"N, 6°50'26"E）面积24.14 平方千米，位于法国大東部大區摩泽尔省，该省份为法国东北部内陆省份，是洛林的一部分，西南接默尔特-摩泽尔省，东临下莱茵省，北与卢森堡和德国接壤。
与雷希库尔堡接壤的市镇（或旧市镇、城区）包括：阿夫里库尔、阿祖当日、富尔克雷、贡德雷克桑日、迈济耶尔莱维克、穆塞。

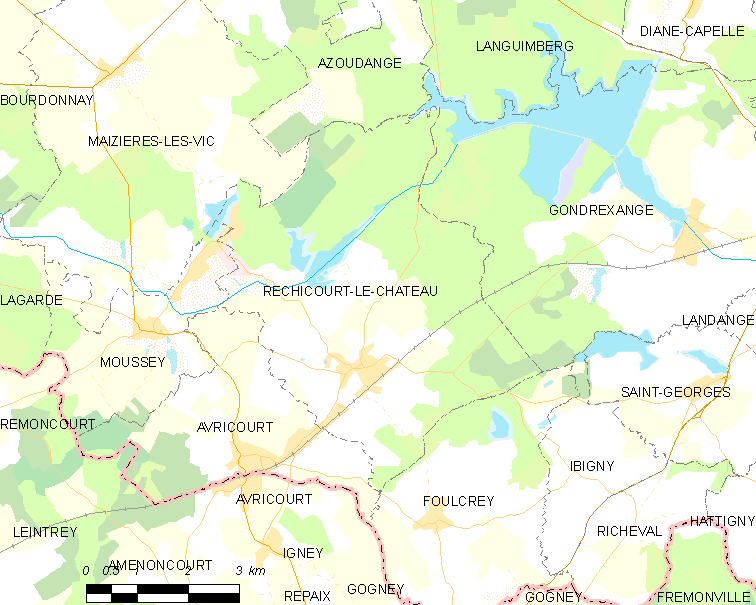
雷希库尔堡的OSM定位图

雷希库尔堡的时区为UTC+01:00、UTC+02:00（夏令时）。

## 行政
雷希库尔堡的邮政编码为57810，INSEE市镇编码为57564。

## 政治
雷希库尔堡所属的省级选区为萨尔堡县。

## 人口

1962-2008年间雷希库尔堡人口变化图示

雷希库尔堡于2022年1月1日时的人口数量为555人。